# Plint

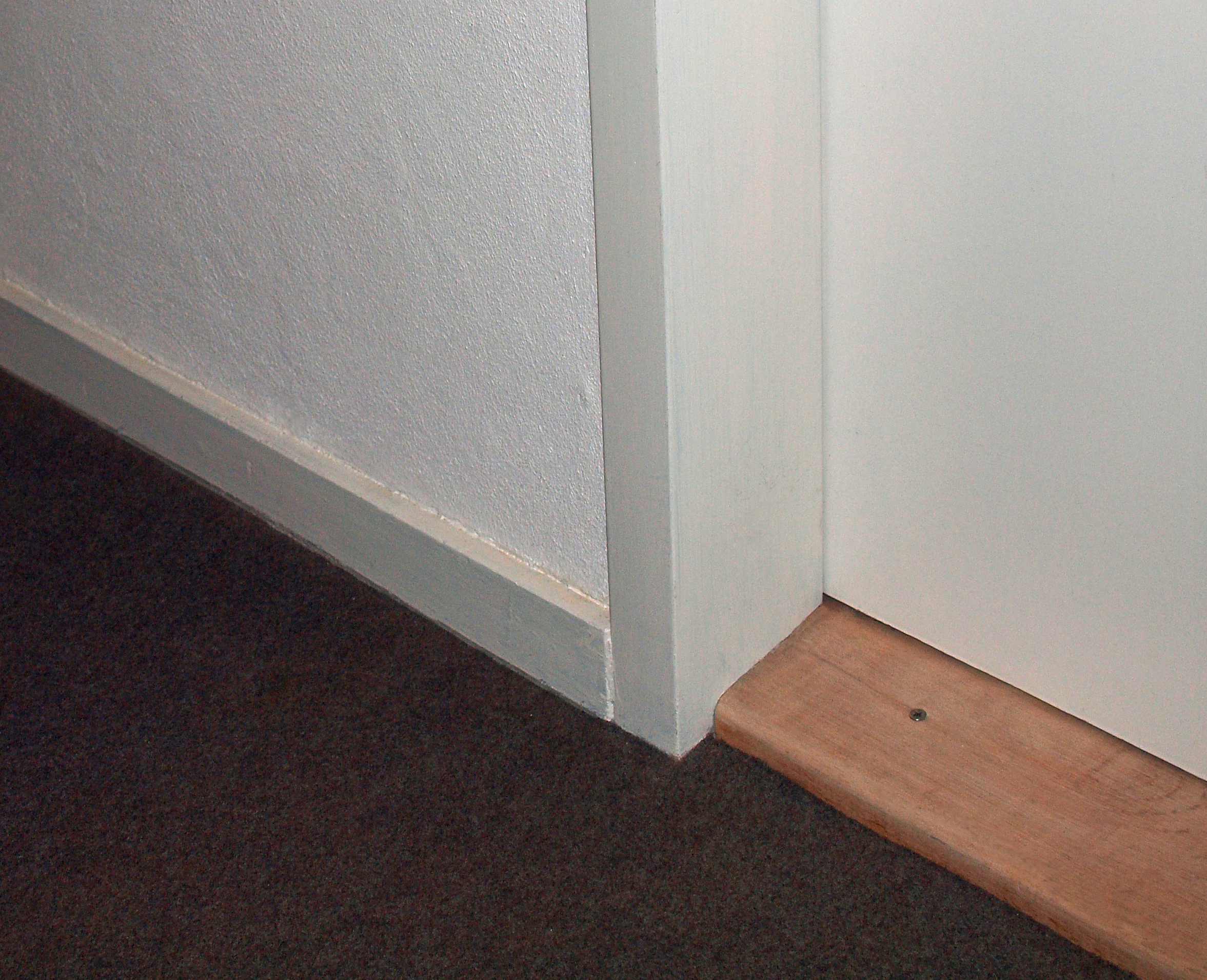
Voorbeeld van een vloerplint

Het begrip "plint" is binnen de bouwkundige en architectonische context een verzamelterm die verschillende soorten afwerkingsmaterialen omvat, elk met specifieke toepassingen en functies voor vloeren, wanden en plafonds. De keuze voor het type plint is afhankelijk van de specifieke behoefte aan bescherming, esthetiek en installatiegemak binnen een bepaalde ruimte. Het correct toepassen van de juiste plint draagt bij aan zowel de functionele als visuele kwaliteit van de bouwomgeving. 
Een plint laat zich definiëren als een afwerkingsmateriaal dat wordt gebruikt voor de subtiele en esthetische afwerking van overgangen tussen verschillende bouwdelen, zoals de overgang tussen vloer en muur, muur en plafond, en verschillende wandbekledingen. Plinten vervullen zowel decoratieve als functionele rollen, zoals bescherming tegen stoten, vocht en vuil en het verbergen van installaties en kieren. Een plint beschermt tegen beschadigingen of dient als decoratie voor de afwerking van vloer en een interieur. Binnen deze context zijn er drie hoofdtypen plinten te onderscheiden: vloerplinten, wandplinten en plafondplinten.
Typen plinten en hun specifieke toepassingen:
1. Vloerplinten:
  - Kenmerken: Vloerplinten worden geïnstalleerd op de overgang tussen de vloer en de muur, met een gemiddelde hoogte van 7 tot 12 centimeter.
  - Functie: Ze verbergen ruimtes tussen de vloer en de muur, beschermen wanden tegen stoten en beschadigingen, en      kunnen installatie van bekabeling verbergen. En loopt doorgaans tot aan de deurkozijnen die tot aan de grond doorlopen. Bij houten vloeren (parket of laminaat) dient de plint tevens voor het afdekken van de naad tussen vloer en wand, de plint is dan ook van hout of van mdf, en is soms in een bepaald profiel gemaakt.
  - Installatie: Vloerplinten worden meestal bevestigd met nagels, schroeven of speciale plintclips.
2. Wandplinten:
  - Kenmerken: Wandplinten worden direct op de muur geplaatst, met een hoogte van 5 tot 10 centimeter, en zijn      doorgaans smaller dan vloerplinten.
  - Functie: Ze verbergen overgangen tussen verschillende soorten wandbekleding, zoals behang en verf, en beschermen muren tegen beschadigingen.
  - Installatie: Wandplinten kunnen worden bevestigd met nagels, schroeven of speciale plintlijm.
3. Plafondplinten (kroon- of sierlijsten):
  - Kenmerken: Plafondplinten worden geïnstalleerd op de overgang tussen muur en plafond, met een hoogte van 5 tot 20 centimeter, en zijn beschikbaar in diverse stijlen van eenvoudig tot gedetailleerd.
  - Functie: Ze voegen decoratieve accenten toe, kunnen verlichting en schroefgaten verbergen zo ook kieren tussen plafond en muur.
  - Installatie: Plafondplinten vereisen vaak speciale plinthoeken en zijn complexer te installeren door hun positie en hoogte. Bij sierplinten zijn vaak bijpassende hoekstukken en eindstukken leverbaar.

Er zijn ook plinten van onder andere aluminium of kunststof. Rondom tegelvloeren wordt soms een plint van dezelfde tegels, natuur- of kunststeen aangebracht. Daar waar hygiëne noodzakelijk is, zoals in grootkeukens of ziekenhuizen, wordt vaak een holle plint toegepast. Een ander type plint is de overzet- of renovatieplint, waarbij een bestaande plint kan blijven zitten om te worden afgedekt door een renovatieplint. In holle plinten kan bekabeling worden weggewerkt voor elektriciteit, home cinema en domotica.
Bij de oplevering van een woning wordt de geplaatste plint wel bouwplint genoemd, welke vaak stevig bevestigd is en lastig is te verwijderen. De plint behoort dan ook tot een van de laatste afwerkingen.